# TV4-nyheterna Borås
TV4-nyheterna Borås är en av TV4-gruppens 25 lokala stationer och producerar lokala nyheter i Borås-/Sjuhäradsområdet med omnejd. Korta nyhetssändningar sänds vardagsmorgnar varje halvslag i Nyhetsmorgon samt i 19.00-sändningen och 22.30 på måndag-torsdagar. Sändningarna startade 23 mars 2009. Programmet sänds från Göteborg.